# Liste der denkmalgeschützten Objekte in Vordernberg
Die Liste der denkmalgeschützten Objekte in Vordernberg enthält die 60 denkmalgeschützten, unbeweglichen Objekte der Gemeinde Vordernberg im steirischen Bezirk Leoben.

## Denkmäler
| Foto |                 | Denkmal | Standort                                                    | Beschreibung | Metadaten |
| ---- | --------------- | --- | ----------------------------------------------------------- | --- | --- |
| ja   | Datei hochladen | Gewerkenhaus Sonnenhof HERIS-ID: 32964 Objekt-ID: 30222                                                             | Böhlerstraße 2 Standort KG: Vordernberg                     | Der Sonnenhof war das Herrenhaus des Radwerks XIII. Von 1733 bis 1868 war es im Besitz der Familie Ebner von Ebenthal. Das Haus stammt aus dem 17. Jahrhundert, das Portal ist mit 1827 datiert und das schmiedeeiserne Gittertor mit 1842. | BDA-Hist.: Q37949980 Status: Bescheid Stand der BDA-Liste: 2025-06-30 Name: Gewerkenhaus Sonnenhof GstNr.: 425/1 |
| ja   | Datei hochladen | Pavillon/Gartenhaus HERIS-ID: 72138 Objekt-ID: 85364                                                                | bei Böhlerstraße 2 Standort KG: Vordernberg                 | Pavillon im Garten des Hauses Böhlerstraße 2. | BDA-Hist.: Q38129531 Status: Bescheid Stand der BDA-Liste: 2025-06-30 Name: Pavillon/Gartenhaus GstNr.: 425/1 |
| ja   | Datei hochladen | Ehem. Personalhaus zu Radwerk XIV mit Nebengebäude HERIS-ID: 72146 Objekt-ID: 85372                                 | Böhlerstraße 33 Standort KG: Vordernberg                    | Das Personalhaus des ehemaligen Radwerks XIV wurde vor kurzem umfassend renoviert. Von 1863 bis 1897 gehörte das Haus Franz Mayr-Melnhof. | BDA-Hist.: Q38129551 Status: § 2a Stand der BDA-Liste: 2025-06-30 Name: Ehem. Personalhaus zu Radwerk XIV mit Nebengebäude GstNr.: .254/3 |
| ja   | Datei hochladen | Erzherzog-Johann-Denkmal HERIS-ID: 72117 Objekt-ID: 85343                                                           | Hauptplatz Standort KG: Vordernberg                         | Das Erzherzog-Johann-Denkmal trägt die Inschrift: Erzherzog Johann von Österreich Radmeister in Vordernberg 1822–1859 Der Marktgemeinde Vordernberg gewidmet von Hans Zeilinger im Gedenkjahr 1982 | BDA-Hist.: Q38129440 Status: § 2a Stand der BDA-Liste: 2025-06-30 Name: Erzherzog-Johann-Denkmal GstNr.: 487/1 |
| ja   | Datei hochladen | Marktbrunnen HERIS-ID: 72118 Objekt-ID: 85344                                                                       | gegenüber Hauptplatz 2 Standort KG: Vordernberg             | Der Marktbrunnen am Vordernberger Hauptplatz wurde von der Radmeister-Communität gewidmet, die schmiedeeiserne Laube ist mit 1668 bezeichnet. | BDA-Hist.: Q38129451 Status: § 2a Stand der BDA-Liste: 2025-06-30 Name: Marktbrunnen GstNr.: 487/1 Marktbrunnen Vordernberg |
| ja   | Datei hochladen | Rathaus/Gemeindeamt HERIS-ID: 72115 Objekt-ID: 85341                                                                | Hauptplatz 2 Standort KG: Vordernberg                       | Das Rathaus von Vordernberg war ursprünglich das Herrenhaus des Radwerks V. Es stammt aus dem 16. Jahrhundert und wurde im 17. Jahrhundert erweitert. Zwei Erker auf Konsolen stammen aus dem 16. Jahrhundert. Im Obergeschoß ein ob seiner Stuckdecke aus dem 2. Viertel des 18. Jahrhunderts bemerkenswerter Sitzungssaal, im Turmerker und an der Wand auch älterer Stuck aus dem 3. Viertel des 17. Jahrhunderts. | BDA-Hist.: Q38129431 Status: § 2a Stand der BDA-Liste: 2025-06-30 Name: Rathaus/Gemeindeamt GstNr.: .172/1 Rathaus Vordernberg |
| ja   | Datei hochladen | Sog. Bäderhäusl mit Nebengebäude HERIS-ID: 32965 Objekt-ID: 30223                                                   | Hauptplatz 9 Standort KG: Vordernberg                       | Das Beamtenhaus stammt aus dem 3. Viertel des 19. Jahrhunderts. Die Figuren auf der Fassade zeigen einen Bergmann (links) und einen Hüttenmann (rechts). Der Name Bäderhäusl kommt vermutlich daher, weil hier in früheren Jahrhunderten zeitweise Bader und Wundärzte wohnten und ihre Praxis hatten. Darunter waren auch Angehörige der Familie Peintinger, deren Nachfahren später das Radwerk I betrieben haben. | BDA-Hist.: Q37949990 Status: Bescheid Stand der BDA-Liste: 2025-06-30 Name: Sog. Bäderhäusl mit Nebengebäude GstNr.: .151 Bäderhäusl (Vordernberg) |
| ja   | Datei hochladen | Gasthaus Zum Radmeister HERIS-ID: 45487 Objekt-ID: 46850                                                            | Hauptplatz 14 Standort KG: Vordernberg                      | Der Gasthof zum Radmeister wurde laut Inschrift 1563 erbaut. Seit 1738 waren hier Fleischhauer und Gastwirte ansässig und tätig. | BDA-Hist.: Q38016282 Status: Bescheid Stand der BDA-Liste: 2025-06-30 Name: Gasthaus Zum Radmeister GstNr.: .149 Gasthaus zum Radmeister, Vordernberg |
| ja   | Datei hochladen | Kath. Pfarrkirche Maria Himmelfahrt und Figurenbildstöcke hll. Barbara und Florian HERIS-ID: 51946 Objekt-ID: 57781 | Hauptstraße Standort KG: Vordernberg                        | Die im 15. Jahrhundert erbaute Kirche wurde 1830 anstelle der inzwischen außerhalb des Ortes liegenden Laurentiuskirche die Pfarrkirche von Vordernberg. | BDA-Hist.: Q38048199 Status: § 2a Stand der BDA-Liste: 2025-06-30 Name: Kath. Pfarrkirche Maria Himmelfahrt und Figurenbildstöcke hll. Barbara und Florian GstNr.: .106 Pfarrkirche Maria Himmelfahrt, Vordernberg |
| ja   | Datei hochladen | Ehem. Volksschule HERIS-ID: 72065 Objekt-ID: 85278                                                                  | Hauptstraße 57 Standort KG: Vordernberg                     | In diesem Haus befand sich von 1798 bis 1893 die Mädchenvolksschule. Es wurde sodann als Wohnhaus eingerichtet. | BDA-Hist.: Q38129150 Status: § 2a Stand der BDA-Liste: 2025-06-30 Name: Ehem. Volksschule GstNr.: .103 |
| ja   | Datei hochladen | Pfarrhof HERIS-ID: 72050 Objekt-ID: 85261                                                                           | Hauptstraße 59 Standort KG: Vordernberg                     | Das um 1540 erbaute „Katerhaus“ (genannt nach einem Vorbesitzer) wurde 1829 neu erbaut und dient seit 1830 als Pfarrhof. | BDA-Hist.: Q38129121 Status: § 2a Stand der BDA-Liste: 2025-06-30 Name: Pfarrhof GstNr.: .105 |
| ja   | Datei hochladen | Friedhof HERIS-ID: 71978 Objekt-ID: 85188                                                                           | bei Hauptstraße 59 Standort KG: Vordernberg                 | Der Friedhof Vordernberg liegt bei der katholischen Pfarrkirche. | BDA-Hist.: Q38128789 Status: § 2a Stand der BDA-Liste: 2025-06-30 Name: Friedhof GstNr.: 270/2 Friedhof Vordernberg |
| ja   | Datei hochladen | Dreifaltigkeitssäule und dazugehörige Figurenbildstöcke HERIS-ID: 72035 Objekt-ID: 85245                            | bei Hauptstraße 65 Standort KG: Vordernberg                 | Die Dreifaltigkeitssäule wurde 1717 errichtet. Es ist anzunehmen, dass ein Zusammenhang mit der Pest von 1713/14 besteht, die auch in Vordernberg aufgetreten ist. Sie wurde von Johann Jacob Schoy gestaltet. Sie trägt unter anderem folgende Heilige: Rochus, Sebastian, Florian, Franz Xaver, Johann Nepomuk und Antonius von Padua. | BDA-Hist.: Q38129040 Status: § 2a Stand der BDA-Liste: 2025-06-30 Name: Dreifaltigkeitssäule und dazugehörige Figurenbildstöcke GstNr.: 299/3 Dreifaltigkeitssäule Vordernberg |
| ja   | Datei hochladen | Gewerkenhäuser zu Radwerk I HERIS-ID: 37513 Objekt-ID: 36686                                                        | Hauptstraße 67 Standort KG: Vordernberg                     | Die zum Radwerk I gehörende Gebäudegruppe befindet sich im nördlichen Ortsgebiet von Vordernberg. | BDA-Hist.: Q37975947 Status: Bescheid Stand der BDA-Liste: 2025-06-30 Name: Gewerkenhäuser zu Radwerk I GstNr.: .112/2, .112/3 |
| ja   | Datei hochladen | Herrenhaus der Radmeisterfamilie Peintinger HERIS-ID: 37514 Objekt-ID: 36687                                        | Hauptstraße 71 Standort KG: Vordernberg                     | Herrenhaus der Radmeisterfamilie Peintinger, die ab 1844 Besitzer des Radwerks I waren. Das Haus stammt aus dem Jahre 1559 und ist ein Teil des Ensembles Radwerk I, von dem nur der Hochofen fehlt. | BDA-Hist.: Q37975957 Status: Bescheid Stand der BDA-Liste: 2025-06-30 Name: Herrenhaus Peintingerhof GstNr.: .112/1 |
| ja   | Datei hochladen | Ehem. Gewerkenhaus HERIS-ID: 33365 Objekt-ID: 30805                                                                 | Hauptstraße 78 Standort KG: Vordernberg                     | Das vor 1600 erbaute Haus gehörte samt Nebengebäuden zum Radwerk XI. | BDA-Hist.: Q37951774 Status: Bescheid Stand der BDA-Liste: 2025-06-30 Name: Ehem. Gewerkenhaus GstNr.: .141/1 |
| ja   | Datei hochladen | Prinzenamtshaus HERIS-ID: 72079 Objekt-ID: 85294                                                                    | Hauptstraße 79 Standort KG: Vordernberg                     | Das 1822 von Erzherzog Johann gekaufte Haus diente für die Verwaltung der erzherzoglichen Besitzungen. Zuvor waren hier das Berggericht und der Magistrat untergebracht. Der Laubenvorbau stammt aus dem 16. Jahrhundert, das stuckgeschmückte Portal aus dem 2. Viertel des 18. Jahrhunderts. Barocke Muttergottesstatue. | BDA-Hist.: Q38129212 Status: Bescheid Stand der BDA-Liste: 2025-06-30 Name: Prinzen-Amts-Haus, ehem. Personalwohnhaus zu Radwerk II GstNr.: .129/2, .129/1 |
| ja   | Datei hochladen | Ehem. Gewerkenhaus zu Radwerk XI HERIS-ID: 72084 Objekt-ID: 85300                                                   | Hauptstraße 82 Standort KG: Vordernberg                     | Ehemaliges Gewerkenhaus zum Radwerk XI (Radmeister aus der Familie Prandstätter und Heinrich Mitsch) | BDA-Hist.: Q38129236 Status: Bescheid Stand der BDA-Liste: 2025-06-30 Name: Ehem. Gewerkenhaus zu Radwerk XI GstNr.: .141/5 |
| ja   | Datei hochladen | Wohn- und Geschäftshaus HERIS-ID: 32966 Objekt-ID: 30224                                                            | Hauptstraße 84 Standort KG: Vordernberg                     | Die Häuser Hauptstraße 78, 80, 82 und 84 gehörten samt Nebengebäuden zum Radwerk XI. | BDA-Hist.: Q37950001 Status: Bescheid Stand der BDA-Liste: 2025-06-30 Name: Wohn- und Geschäftshaus GstNr.: .158 |
| ja   | Datei hochladen | Erzherzog-Johann-Haus (ehem. Herrenhaus zum Radwerk II) HERIS-ID: 32968 Objekt-ID: 30226                            | Hauptstraße 85 Standort KG: Vordernberg                     | Das Herrenhaus des Radwerks II wurde 1684 von Hans Adam Stampfer, dessen Frau Elisabeth das bekannte „Hausbüchl“ geschrieben hat, errichtet. 1822 wurde es von Erzherzog Johann ankauft. Ab 1823 lebte hier auch seine spätere Frau Anna Plochl. Der Name „Meranhaus“ geht auf Franz Graf Meran, den Sohn von Erzherzog Johann zurück. | BDA-Hist.: Q37950022 Status: Bescheid Stand der BDA-Liste: 2025-06-30 Name: Erzherzog-Johann-Haus (ehem. Herrenhaus zum Radwerk II) GstNr.: .142, 289 |
| ja   | Datei hochladen | Ehem. Herrenhaus zu Radwerk VII, alte Bergverwalterei HERIS-ID: 45749 Objekt-ID: 47173                              | Hauptstraße 86 Standort KG: Vordernberg                     | Das Radwerk VII wurde wegen beengter Platzverhältnisse bereits 1781 aus dem Ortsgebiet von Vordernberg nach Friedauwerk verlegt. Ab 1655 war die Familie Egger und nach 1819 die Familie der Ritter von Friedau Eigentümer des Radwerks. Das Haus war auch eine Zeit lang Sitz der Bergverwaltung. Die Fassade stammt aus dem 2. Viertel des 19. Jahrhunderts. | BDA-Hist.: Q38017404 Status: Bescheid Stand der BDA-Liste: 2025-06-30 Name: Ehem. Herrenhaus zu Radwerk VII, alte Bergverwalterei GstNr.: .159/1 |
| ja   | Datei hochladen | Wohnhaus HERIS-ID: 72091 Objekt-ID: 85310                                                                           | Hauptstraße 90 Standort KG: Vordernberg                     | Das Haus gehörte lange Zeit zum Haus Hauptstraße 92 der Gewerkenfamilie Steyrer. | BDA-Hist.: Q38129297 Status: § 2a Stand der BDA-Liste: 2025-06-30 Name: Wohnhaus GstNr.: .160/1 |
| ja   | Datei hochladen | Steyrer-Herrenhaus, ehem. Gewerkenhaus zu Radwerk IV HERIS-ID: 72095 Objekt-ID: 85314                               | Hauptstraße 92 Standort KG: Vordernberg                     | Das ehemalige Wohnhaus der Radmeisterfamilie Steyrer (Radwerk IV) stammt aus dem 16. und 17. Jahrhundert. Im Obergeschoß eine Stuckdecke aus 1670–1680. | BDA-Hist.: Q38129352 Status: § 2a Stand der BDA-Liste: 2025-06-30 Name: Steyrer-Herrenhaus, ehem. Gewerkenhaus zu Radwerk IV GstNr.: .160/2 |
| ja   | Datei hochladen | Vorderes Doktorhaus HERIS-ID: 32967 Objekt-ID: 30225                                                                | Hauptstraße 106 Standort KG: Vordernberg                    | Im Vorderen und Hinteren Doktorhaus (letzteres Hauptstraße 108) wohnten der Bergarzt und andere Beamte der Radmeister-Communität, die Eigentümerin dieser Häuser war. Der Schlussstein im Torbogen des Einganges zeigt die Inschrift „1838 R.C.“ (Erbauungsjahr und Radmeister-Communität). | BDA-Hist.: Q37950011 Status: Bescheid Stand der BDA-Liste: 2025-06-30 Name: Vorderes Doktorhaus GstNr.: .165 |
| ja   | Datei hochladen | Leuzendorf’sches Forsthaus, ehem. Gewerkenhaus zu Radwerk XII HERIS-ID: 51948 Objekt-ID: 57786                      | Hauptstraße 109 Standort KG: Vordernberg                    | Das Gewerkenhaus und das dazugehörige Radwerk XII gehörten von 1787 bis 1905 den Fürsten Schwarzenberg. Das Radwerk wurde 1894 abgetragen. Die Familie Leuzendorf hat dann längere Zeit in diesem Haus ihre Forstverwaltung untergebracht. | BDA-Hist.: Q38048207 Status: § 2a Stand der BDA-Liste: 2025-06-30 Name: Leuzendorf'sches Forsthaus, ehem. Gewerkenhaus zu Radwerk XII GstNr.: .190/1 |
| ja   | Datei hochladen | Ehem. Montan-Lehranstalt, sog. Raithaus HERIS-ID: 37515 Objekt-ID: 36688                                            | Hauptstraße 110 Standort KG: Vordernberg                    | Die von Erzherzog Johann geschaffene Montanlehranstalt hat 1840 in diesem Haus ihren Lehrbetrieb aufgenommen. 1854 zog hier die Direktion der Radmeister-Communität ein, wovon sich der Name Raithaus ableitet, weil „raiten“ bedeutet rechnen bzw. abrechnen. Das Haus gehört seit 2015 der Montanuniversität Leoben. | BDA-Hist.: Q37975967 Status: Bescheid Stand der BDA-Liste: 2025-06-30 Name: Ehem. Montan-Lehranstalt, sog. Raithaus GstNr.: .167 |
| ja   | Datei hochladen | Einfriedung und Gartenpavillon des Raithauses HERIS-ID: 72103 Objekt-ID: 85322                                      | bei Hauptstraße 110 Standort KG: Vordernberg                | In diesem Pavillon fand der Unterricht im Markscheidewesen der Montanlehranstalt statt. | BDA-Hist.: Q38129380 Status: Bescheid Stand der BDA-Liste: 2025-06-30 Name: Einfriedung und Gartenpavillon des Raithauses GstNr.: 367, 368/2 |
| ja   | Datei hochladen | Ehem. Gewerkenhaus, sog. Handlhaus HERIS-ID: 32969 Objekt-ID: 30227                                                 | Hauptstraße 112 Standort KG: Vordernberg                    | Gewerkensitz der ehemaligen Händl'schen Schmiede. Letztere wurde in die Lehrfrischhütte umgebaut. | BDA-Hist.: Q37950032 Status: Bescheid Stand der BDA-Liste: 2025-06-30 Name: Ehem. Gewerkenhaus, sog. Handlhaus GstNr.: .185/1, .186 |
| ja   | Datei hochladen | Schmiedehammer, sog. Lehrfrischhütte HERIS-ID: 37516 Objekt-ID: 36690                                               | Hauptstraße 112a Standort KG: Vordernberg                   | Die Lehrfrischhütte diente ab 1843 dazu, den an der Montan-Lehranstalt Vordernberg auszubildenden Studenten das Frischen praktisch zu lehren. Noch heute besitzt sie einen funktionsfähigen Schwanzhammer. | BDA-Hist.: Q37975975 Status: Bescheid Stand der BDA-Liste: 2025-06-30 Name: Schmiedehammer, sog. Lehrfrischhütte GstNr.: .185/2 |
| ja   | Datei hochladen | Ehem. Gewerkenhaus, sog. Rebenburg HERIS-ID: 32974 Objekt-ID: 30254                                                 | Hauptstraße 113 Standort KG: Vordernberg                    | Herrenhaus des Radwerks IX. Mit dem nicht mehr vorhanden Radwerk IX verbinden sich zwei bekannte Vordernberger Gewerkennamen, nämlich Schragl und Hans von Rebenburg, deren Eigentum die Anlage von 1773 bis 1871 war. | BDA-Hist.: Q37950077 Status: Bescheid Stand der BDA-Liste: 2025-06-30 Name: Ehem. Gewerkenhaus, sog. Rebenburg GstNr.: .215/1 |
| ja   | Datei hochladen | Gewerkenhaus, sog. Kerschbaumer-Haus HERIS-ID: 32975 Objekt-ID: 30255                                               | Hauptstraße 114 Standort KG: Vordernberg                    | Ehemaliges Radmeisterhaus mit verschiedenen Besitzern, unter anderem auch Johann Adolf II. zu Schwarzenberg und Adolf Joseph Fürst zu Schwarzenberg. | BDA-Hist.: Q37950087 Status: Bescheid Stand der BDA-Liste: 2025-06-30 Name: Gewerkenhaus, sog. Kerschbaumer-Haus GstNr.: .192 |
| ja   | Datei hochladen | Postmeilenstein HERIS-ID: 72068 Objekt-ID: 85281                                                                    | gegenüber Hauptstraße 114 Standort KG: Vordernberg          | Der alte Meilenstein steht gegenüber dem Haus Hauptstraße 114. Die Entfernungsangabe entspricht in etwa 34 Kilometer von Bruck an der Mur. | BDA-Hist.: Q38129171 Status: § 2a Stand der BDA-Liste: 2025-06-30 Name: Postmeilenstein GstNr.: 486/1 |
| ja   | Datei hochladen | Gewerkenhaus, sog. Leobener-Haus HERIS-ID: 32976 Objekt-ID: 30256                                                   | Hauptstraße 117 Standort KG: Vordernberg                    | Das Zehner-Radwerk war von 1631 bis 1908 im Eigentum der Bürgerschaft der Stadt Leoben bzw. der Leobner Realgemeinschaft, 1899 wurde es stillgelegt. Wegen Baufälligkeit wurde das Radwerk bis auf den Ofenstock gesprengt. Das Leobener Haus war der Sitz des Verwesers der Radwerke VIII, IX (bis 1773) und X. Das Portal (mit 1769 datiert) ziert der Strauß, das Wappentier der Stadt Leoben. | BDA-Hist.: Q37950102 Status: Bescheid Stand der BDA-Liste: 2025-06-30 Name: Gewerkenhaus, sog. Leobener-Haus GstNr.: .216 |
| ja   | Datei hochladen | Ofenstock von Radwerk X HERIS-ID: 37517 Objekt-ID: 36696                                                            | Hauptstraße 121, gegenüber Standort KG: Vordernberg         | Vom ehemaligen Radwerkes X, das 1840 am südlichen Ortseingang erbaut wurde, ist nur der Ofenstock erhalten. Der Betrieb wurde 1899 eingestellt. | BDA-Hist.: Q37975983 Status: Bescheid Stand der BDA-Liste: 2025-06-30 Name: Hochofen Radwerk X GstNr.: .221/1 |
| ja   | Datei hochladen | Mitsch-Blahhaus, ehem.Gießhalle zu Radwerk XI HERIS-ID: 44578 Objekt-ID: 45401                                      | Hauptstraße 123 Standort KG: Vordernberg                    | Die Hochofenanlage Radwerk XI wurde 1924 abgetragen. Es bestehen noch die Gießhalle und das Schmelzerhäusl. Ab 1755 war dieses Radwerk im Besitz der Familie Prandstätter, ab 1847 wurde Heinrich Mitsch Besitzer, der Caroline Prandstätter geheiratet hatte. | BDA-Hist.: Q38010078 Status: Bescheid Stand der BDA-Liste: 2025-06-30 Name: Mitsch-Blahhaus, ehem.Gießhalle zu Radwerk XI GstNr.: .225 |
| ja   | Datei hochladen | Ehem. Schmelzerhaus zu Radwerk XI HERIS-ID: 58681 Objekt-ID: 69453                                                  | Hauptstraße 134 Standort KG: Vordernberg                    | Reste des Radwerks XI, links das über dem Vordernbergerbach gebaute Schmelzerhaus, rechts die Gießhalle | BDA-Hist.: Q38084386 Status: Bescheid Stand der BDA-Liste: 2025-06-30 Name: Ehem. Schmelzerhaus zu Radwerk XI GstNr.: .224/1 |
| ja   | Datei hochladen | Umspannwerk am Präbichl HERIS-ID: 63043 Objekt-ID: 75650                                                            | Laufstraße 1 Standort KG: Vordernberg                       | Um 1930 von Brossmann und Keller für die Österreichisch-Alpine Montangesellschaft errichtet. Ein charakteristischer Nutzbau im Heimatstil, der sich „in ländlicher Gestaltungsweise der umgebenden Natur angepasst.“. Der Bau hat ein hohes Walmdach und eine Balkonreihe unterhalb des Daches. Daneben die Windkraftanlage Präbichl (2001), eines der ersten größeren Windräder der Steiermark. | BDA-Hist.: Q38101990 Status: Bescheid Stand der BDA-Liste: 2025-06-30 Name: Umspannwerk am Präbichl GstNr.: 24/4 Umspannwerk Präbichl |
| ja   | Datei hochladen | Maschinenhaus Glaslbremse HERIS-ID: 71970 Objekt-ID: 85180                                                          | Laufstraße 71 Standort KG: Vordernberg                      | Beim Glasl-Maschinenhaus begann der zweite Bremsberg (Schrägaufzug) der Dulnig'schen Erzförderbahn. | BDA-Hist.: Q38128749 Status: Bescheid Stand der BDA-Liste: 2025-06-30 Name: Maschinenhaus Glaslbremse GstNr.: .39 |
| ja   | Datei hochladen | Kath. Filialkirche hl. Laurentius und ehem. Friedhof HERIS-ID: 51947 Objekt-ID: 57782                               | Laurentistraße Standort KG: Vordernberg                     | Die 1465 erbaute spätgotische Kirche wurde 2004 renoviert, und liegt zirka einen Kilometer oberhalb des Ortes in Richtung Präbichl. Sie war ursprünglich die Pfarrkirche von Vordernberg. Da der Ort und seine Radwerke im Laufe der Zeit talabwärts wanderten, weil dort mehr Wasser für die Hochöfen zur Verfügung stand, ist sie heute nur mehr Filialkirche. Am 7. Mai 1882 sind die Kirche und ein Nachbarhaus abgebrannt. Der Kirchturm erhielt beim Wiederaufbau ein Spitzdach statt des bisherigen Zwiebelturms. Bereits am 11. August 1883 wurden vier neue Glocken aufgezogen und geweiht. | BDA-Hist.: Q38048203 Status: § 2a Stand der BDA-Liste: 2025-06-30 Name: Kath. Filialkirche hl. Laurentius und ehem. Friedhof GstNr.: .58 Filialkirche Vordernberg |
| ja   | Datei hochladen | Mesnerhaus HERIS-ID: 72070 Objekt-ID: 85283                                                                         | Laurentistraße 5 Standort KG: Vordernberg                   | Seit 1698 im Besitz des Magistrats bzw. der Marktgemeinde Vordernberg | BDA-Hist.: Q38129180 Status: § 2a Stand der BDA-Liste: 2025-06-30 Name: Mesnerhaus GstNr.: .57 |
| ja   | Datei hochladen | Köchlmeiergut, ehem. Bürgerspital HERIS-ID: 72052 Objekt-ID: 85263                                                  | Laurentistraße 15 Standort KG: Vordernberg                  | Laut Pfarrchronik wurde das Spital 1548 gegründet. Es war eine Einrichtung der Fürsorge und kein Krankenhaus. 1982 als Altersheim (Bürgerspital) aufgelassen. In dem im Kern aus dem 16. Jahrhundert stammenden Barockbau befindet sich die 1782 geweihte Kapelle der hl. Anna. | BDA-Hist.: Q38129131 Status: § 2a Stand der BDA-Liste: 2025-06-30 Name: Köchlmeiergut, ehem. Bürgerspital GstNr.: .64 |
| ja   | Datei hochladen | Gewerkenhaus, sog. Sesslerhaus HERIS-ID: 32977 Objekt-ID: 30258                                                     | Peter-Tunner-Straße 1 Standort KG: Vordernberg              | Gewerkenhaus zum Radwerk III, neu erbaut 1821 von Josef Sessler. | BDA-Hist.: Q37950114 Status: Bescheid Stand der BDA-Liste: 2025-06-30 Name: Gewerkenhaus, sog. Sesslerhaus GstNr.: .133 |
| ja   | Datei hochladen | Ehem. Radwerk III (Gebläsehaus und Ofenstock) HERIS-ID: 72133 Objekt-ID: 85359                                      | Peter-Tunner-Straße 1, gegenüber Standort KG: Vordernberg   | In dem Ofenstock befindet sich eine sogenannte Ofensau, die mehrere Tonnen schwer ist. Das ist ein nicht schmelzbarer Eisen- und Schlackenklumpen, der sich am Ende einer meist sechs Jahre dauernden „Ofenreise“ (=Betriebsdauer) gebildet hat. Nach einer Ofenreise wurde der Schmelzofen neu ausgemauert und die Ofensau entfernt, was mit den damaligen Hilfsmitteln eine schwere Plackerei war. Die Ofensau wurde dann in der Umgebung, unter anderem auch im Bach vergraben. | BDA-Hist.: Q38129502 Status: Bescheid Stand der BDA-Liste: 2025-06-30 Name: Ehem. Radwerk III (Gebläsehaus und Ofenstock) GstNr.: .134/2, .134/3 Radwerk III, Vordernberg |
| ja   | Datei hochladen | Radwerk IV, Hochofenmuseum HERIS-ID: 72129 Objekt-ID: 85355                                                         | Peter-Tunner-Straße 2 Standort KG: Vordernberg              | Bei dem 1846 erbauten, monumental-klassizistischen Radwerk wurde 1911 der Betrieb eingestellt. Es wurde 1928 als erstes technisches Denkmal in Österreich unter Schutz gestellt und besitzt den letzten in Europa noch erhaltenen voll ausgestatteten Holzkohlen-Hochofen. Das gut erhaltene Industriedenkmal ist heute als Schau- und Demonstrationsobjekt in musealer Verwendung. | BDA-Hist.: Q38129479 Status: Bescheid Stand der BDA-Liste: 2025-06-30 Name: Radwerk IV, Hochofenmuseum GstNr.: .143 Radwerk IV, Vordernberg |
| ja   | Datei hochladen | Bürgerhaus, sog. Führerhaus, ehem. Kutscherhaus HERIS-ID: 43602 Objekt-ID: 44232                                    | Peter-Tunner-Straße 3 Standort KG: Vordernberg              | Dieses Haus war ein Wirtschaftsgebäude des Radwerks II. Führer bedeutet in diesem Fall Kutscher oder Fahrer, offenbar haben diese hier gewohnt oder gearbeitet. | BDA-Hist.: Q38004195 Status: Bescheid Stand der BDA-Liste: 2025-06-30 Name: Bürgerhaus, sog. Führerhaus, ehem. Kutscherhaus GstNr.: .132 |
| ja   | Datei hochladen | Ehem. Zimmerhütte zu Radwerk II HERIS-ID: 72132 Objekt-ID: 85358                                                    | Peter-Tunner-Straße 5 Standort KG: Vordernberg              | Die Zimmerhütte war ein Nebengebäude des Radwerks II, das dort stand, wo sich heute der Hauptplatz befindet. Heute dient das Gebäude der Gemeindeverwaltung als Fuhrhof. | BDA-Hist.: Q38129491 Status: § 2a Stand der BDA-Liste: 2025-06-30 Name: Ehem. Zimmerhütte zu Radwerk II GstNr.: .130 |
| ja   | Datei hochladen | Fuhrhof, ehem. Pferdestall HERIS-ID: 32978 Objekt-ID: 30259                                                         | bei Peter-Tunner-Straße 9 Standort KG: Vordernberg          | Ehemaliger Pferdestall des Radwerks II | BDA-Hist.: Q37950124 Status: Bescheid Stand der BDA-Liste: 2025-06-30 Name: Fuhrhof, ehem. Pferdestall GstNr.: .118/3 |
| ja   | Datei hochladen | Ehem. Radwerk I mit Kohlbarren, Gußhalle und Gartentor HERIS-ID: 72135 Objekt-ID: 85361                             | Peter-Tunner-Straße 11 Standort KG: Vordernberg             | Bis auf den Hochofen sind noch fast alle zum Radwerk I gehörenden Häuser und Hallen erhalten. | BDA-Hist.: Q38129512 Status: Bescheid Stand der BDA-Liste: 2025-06-30 Name: Ehem. Radwerk I mit Kohlbarren, Gußhalle und Gartentor GstNr.: .111/1, .115/1, 298/1, .111/2, .115/2 |
| ja   | Datei hochladen | Gewerkenhaus Pichlhof bzw. Ratsherrenburg HERIS-ID: 37518 Objekt-ID: 36697                                          | Rötzstraße 1 Standort KG: Vordernberg                       | Der ehemalige Pichlhof stammt im Kern aus dem 16. Jahrhundert. Er hat ein Rundbogentor und einen quergestellten Eckturm. Er diente zeitweise als Versammlungshaus der Vordernberger Radmeister-Communität. | BDA-Hist.: Q37975994 Status: Bescheid Stand der BDA-Liste: 2025-06-30 Name: Gewerkenhaus Pichlhof bzw. Ratsherrenburg GstNr.: .148 Gewerkenhaus Pichlhof, Vordernberg |
| ja   | Datei hochladen | Ehem. Proviantdepot, sog. Kastenhaus HERIS-ID: 37519 Objekt-ID: 36698                                               | Viktor-Zack-Straße 1 Standort KG: Vordernberg               | Erbaut 1641 als Speicher. | BDA-Hist.: Q37976003 Status: Bescheid Stand der BDA-Liste: 2025-06-30 Name: Ehem. Proviantdepot, sog. Kastenhaus GstNr.: .174 |
| ja   | Datei hochladen | Arbeiterwohnhaus, sog. Prinzenhaus HERIS-ID: 11109 Objekt-ID: 7181                                                  | Viktor-Zack-Straße 2 Standort KG: Vordernberg               | Das Haus gehörte von 1832 bis 1870 Erzherzog Johann und seinem Sohn Franz Graf Meran. | BDA-Hist.: Q38089753 Status: Bescheid Stand der BDA-Liste: 2025-06-30 Name: Arbeiterwohnhaus, sog. Prinzenhaus GstNr.: .177 |
| ja   | Datei hochladen | Barbara-Säle, ehem. Werkstätte der Radmeister-Communität HERIS-ID: 72136 Objekt-ID: 85362                           | Viktor-Zack-Straße 6 Standort KG: Vordernberg               | In den Jahren 1870/72 erbaute die Radmeister-Communität gegenüber dem Raithaus eine zentrale Werkstätte für den Bedarf aller Radwerke und des Bergbaues. 1921 stellte diese Werkstätte den Betrieb ein. Nach dem Zweiten Weltkrieg wurde in diesem Gebäude, das Burschenhaus genannt wurde, ein Veranstaltungssaal eingerichtet. Nach einer neuerlichen Innenrestaurierung 1986 wurden diese Veranstaltungsräumlichkeiten Barbarasäle genannt. | BDA-Hist.: Q38129520 Status: § 2a Stand der BDA-Liste: 2025-06-30 Name: Barbara-Säle, ehem. Werkstätte der Radmeister-Communität GstNr.: .183 Barbarasäle, Vordernberg |
| ja   | Datei hochladen | Friedhofskapelle HERIS-ID: 71976 Objekt-ID: 85186                                                                   | Standort KG: Vordernberg                                    | An der Südseite der barocken Friedhofskapelle befindet sich der Grabstein für Wolfgang und Christoph Schachner aus dem Jahre 1499. | BDA-Hist.: Q38128779 Status: § 2a Stand der BDA-Liste: 2025-06-30 Name: Friedhofskapelle GstNr.: .113 Friedhof Vordernberg |
| ja   | Datei hochladen | Erzmagazin Neue Schönauhalde HERIS-ID: 72013 Objekt-ID: 85223                                                       | Standort KG: Vordernberg                                    | Magazin für die Lagerung von Eisenerz mit 60.000 Tonnen Fassungsvermögen. Erbaut 1872 bis 1880, verwendet bis zum Brand im Jahre 1960. Damals brannte der Erzbunker aus, sodass nur die Steinmauern übrig geblieben sind. | BDA-Hist.: Q38128950 Status: § 2a Stand der BDA-Liste: 2025-06-30 Name: Erzmagazin Neue Schönauhalde GstNr.: .93 |
| ja   | Datei hochladen | Erzmagazin Alte Schönauhalde HERIS-ID: 72015 Objekt-ID: 85225                                                       | Standort KG: Vordernberg                                    | Platz des ehemaligen Erzmagazins, mit 7300 Tonnen Fassungsvermögen. | BDA-Hist.: Q38128959 Status: § 2a Stand der BDA-Liste: 2025-06-30 Name: Erzmagazin Alte Schönauhalde GstNr.: 340/12 |
| ja   | Datei hochladen | Ehem. Totenkammer und Grabstein Simon Lanner HERIS-ID: 72047 Objekt-ID: 85258                                       | Standort KG: Vordernberg                                    | Grabstein aus dem 19. Jahrhundert | BDA-Hist.: Q38129112 Status: § 2a Stand der BDA-Liste: 2025-06-30 Name: Ehem. Totenkammer und Grabstein Simon Lanner GstNr.: .114 |
| ja   | Datei hochladen | Steinmetzhaus HERIS-ID: 43601 Objekt-ID: 44231                                                                      | Peter-Tunner-Straße 1, in der Nähe Standort KG: Vordernberg | | BDA-Hist.: Q38004187 Status: Bescheid Stand der BDA-Liste: 2025-06-30 Name: Steinmetzhaus GstNr.: .138 |
| ja   | Datei hochladen | Ehem. Röstofen, sog. Laurenzi-Röst HERIS-ID: 71993 Objekt-ID: 85203                                                 | Laurentistraße 3, nordöstlich Standort KG: Vordernberg      | In dieser 1844 bis 1847 erbauten Röstanlage in der Nähe der Laurentiuskirche wurde das Eisenerz für die Vordernberger Hochöfen ursprünglich mit Holzkohle und ab 1859 mit einer Braunkohlenhalbgasfeuerung geröstet. Das Rösten bedeutet ein Erhitzen des Spateisensteines, wodurch die vorhandene Kohlensäure und der Schwefel ausgetrieben und dadurch ein für den Schmelzvorgang im Hochofen günstigeres Ausgangsprodukt geschaffen wird. | BDA-Hist.: Q38128826 Status: Bescheid Stand der BDA-Liste: 2025-06-30 Name: Ehem. Röstofen, sog. Laurenzi-Röst GstNr.: .47/6 |
| ja   | Datei hochladen | Post- und Commercialstraße, Alte Präbichlstraße HERIS-ID: 72128 Objekt-ID: 85354                                    | Post- und Commercialstraße Standort KG: Vordernberg         | | BDA-Hist.: Q38129469 Status: Bescheid Stand der BDA-Liste: 2025-06-30 Name: Post- und Commercialstraße, Alte Präbichlstraße GstNr.: 488/8, 488/4 |
| ja   | Datei hochladen | Erzbergbahn, diverse Anlagenteile HERIS-ID: 111410 Objekt-ID: 129243                                                | Standort KG: Vordernberg                                    | Von der in mehreren Abschnitten nach 1890 eröffneten Erzbergbahn ist die Strecke, der Bahnhof Vordernberg-Markt und einige Anlagen am Bahnhof Vordernberg geschützt. Anmerkung: Teil des Objekts ObjektID: 129243, das sich über Eisenerz und Vordernberg erstreckt. | BDA-Hist.: Q1363842 Status: Bescheid Stand der BDA-Liste: 2025-06-30 Name: Erzbergbahn, diverse Anlagenteile GstNr.: 481/1, 568/1, 569/1, 570, .212, 374/7, 374/21, 399, 400, .182, .183, .184, .185, .186, .187, .188, .189, .190, .196, .225, 67/4, 515/5, 516/1, 516/11, .347, .394, .304/1, .304/2, 516/2, 515/1 Erzbergbahn |

## Ehemalige Denkmäler
| Foto |                 | Denkmal                                               | Standort                               | Beschreibung | Metadaten |
| ---- | --------------- | ----------------------------------------------------- | -------------------------------------- | --- | --- |
| ja   | Datei hochladen | Wohnhaus, sog. Ausleererhaus Objekt-ID: 85174bis 2019 | Laufstraße 60 Standort KG: Vordernberg | Das Haus wurde um 1850 erbaut. Es liegt am Ende der Horizontaltrasse der Laufstraße (direkt an der Schiabfahrt vom Polster). In den einschlägigen Quellen ist nichts Näheres über das Objekt zu finden. Der Name deutet darauf hin, dass hier die Erzzüge der Dulnig’schen Erzförderbahn ausgeleert wurden und das Erz in den einige Meter südlich gelegenen Handlalm-Erzbunker gestürzt wurde, von wo es dann über den Schrägaufzug der Handlalm-Bremse zur nächsten Horizontaltrasse befördert wurde. | BDA-Hist.: Q38128730 Status: § 2a Stand der BDA-Liste: 2019-01-23 Name: Wohnhaus, sog. Ausleererhaus GstNr.: .14/1 |